# Jogos do Sudeste Asiático de 1999
Os Jogos do Sudeste Asiático de 1999 foram a vigésima edição do evento multiesportivo, realizado em Bandar Seri Begawan, Brunei, entre os dias 7 e 15 de agosto.

## Países participantes
Dez países participaram do evento:
- Brunei
- Camboja
- Laos
- Tailândia
- Myanmar
- Malásia
- Singapura
- Indonésia
- Filipinas
- Vietname

## Modalidades
Foram disputadas 21 modalidades nesta edição dos Jogos:
| - Atletismo - Badminton - Barco Dragão - Basquete - Bilhar - Boliche - Boxe - Caratê - Ciclismo - Esportes aquáticos - Futebol | - Golf - Hóquei sobre grama - Luge - Sepaktakraw - Silat - Squash - Taekwondo - Tênis - Tênis de mesa - Tiro |

## Quadro de medalhas
País sede destacado.
| Ordem | País      | Medalha de ouro | Medalha de prata | Medalha de bronze |     |
| ----- | --------- | --------------- | ---------------- | ----------------- | --- |
| 1     | Tailândia | 65              | 48               | 56                | 169 |
| 2     | Malásia   | 57              | 45               | 42                | 144 |
| 3     | Indonésia | 44              | 43               | 58                | 145 |
| 4     | Singapura | 23              | 28               | 45                | 96  |
| 5     | Filipinas | 19              | 27               | 40                | 86  |
| 6     | Vietname  | 17              | 20               | 27                | 64  |
| 7     | Brunei    | 4               | 12               | 31                | 47  |
| 8     | Myanmar   | 3               | 10               | 10                | 23  |
| 9     | Laos      | 1               |                  | 3                 | 4   |
| TOTAL | TOTAL     | 233             | 233              | 312               | 778 |